# Özkan Yıldırım
Özkan Yıldırım (Sulingen, 1993. április 10. –) német-török labdarúgó, a Hekimoğlu Trabzon középpályása.